# Kanton Valenton
Kanton Valenton is een voormalig kanton van het Franse departement Val-de-Marne. Kanton Valenton maakte deel uit van het arrondissement Créteil en telde 19.681 inwoners (1999). 
Het werd opgeheven bij decreet van 17 februari 2014 met uitwerking in maart 2015.

## Gemeenten
Het kanton Valenton omvatte de volgende gemeenten:
- Valenton (hoofdplaats)
- Villeneuve-Saint-Georges (deels)